# Damazy Trzciński
Damazy Atanazy Prandota-Trzciński herbu Pobóg (ur. 7 czerwca 1833 w Kęblinach, zm. 29 marca 1907 w Baden) – powstaniec styczniowy, emigrant w Szwajcarii.

## Życiorys
Po ukończeniu szkoły wstąpił do służby w armii rosyjskiej. Po wybuchu powstania styczniowego przystąpił do strony polskiej. Walczył pod komendą Edmunda Taczanowskiego, Edmunda Calliera, Dionizego Czachowskiego do 1864. Po wyroku skazującym go na śmierć i konfiskacie majątku opuścił ziemie polskie. 
Osiadł w Szwajcarii, gdzie w cztery lata po przybyciu ożenił się z panną Senfter d'Affelter. Zamieszkał w Baden, gdzie pełnił funkcję kierownika zakład kąpielowego, którego potem został właścicielem. Był osobą majętną. Wspierał finansowo Polaków studiujących na obczyźnie. Skupił także rodaków w jednej ze swoich wilii, nazwanej od rodzinnego majątku „Kębliny”.
Jego nagrobek został ustanowiony na cmentarz Górczyńskim w Poznaniu.